# Klapprahmen

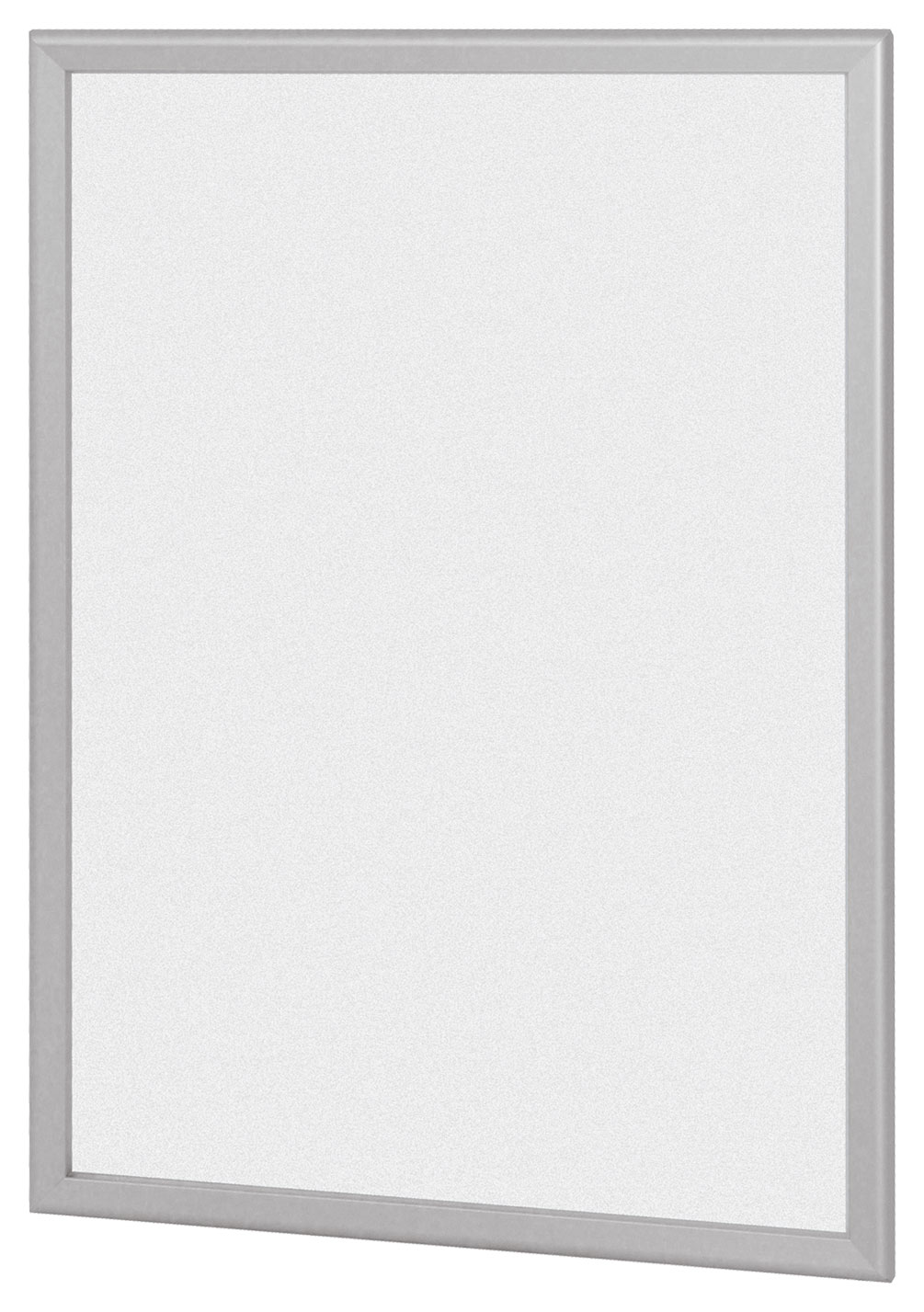
Klapprahmen mit Gehrungsschnitt

Der Klapprahmen (auch bekannt als Wechselrahmen) ist ein Werbeträger aus Aluminium, der für die Plakat- und Posterwerbung entwickelt wurde. Üblicherweise wird er an der Wand von Verkaufslokalen befestigt oder in Schaufenstern von der Decke abgehängt. Die Werberahmen werden für gängige Plakate in DIN-Formaten (DIN A5 bis DIN A0) gefertigt. Klapprahmen werden zunehmend durch Digital-Signage-Produkte ersetzt.
Der Klapprahmen ist die Grundlage für weitere Produkte wie den Kundenstopper oder den klassischen Leuchtrahmen.

## Verwendung
Durch Aufklappen der vier Oberprofile kann man die Plakatschutzfolie herausnehmen und das gewünschte Werbeplakat einlegen. Da dies ohne zusätzliches Werkzeug möglich ist, kann der Plakatwechsel meist sehr schnell und einfach durchgeführt werden.
Ein häufiges Problem bei Klapprahmen ist die auftretende Feuchtigkeit, die sich an den Plakaten hochzieht, weil die Rahmen nicht nur im Innenbereich verwendet werden. Selbst die Einbindung von Gummidichtungen verhindert das Problem nur kurzfristig, weil es bei Temperaturschwankungen auch unter der Plakatschutzfolie zu Kondenswasserbildung kommt.